# Ernesto Condeixa
Ernesto Ferreira Condeixa (Encarnação, Lisboa, 20 de fevereiro de 1858 — São José, Lisboa, 1 de agosto de 1933) foi um pintor português que se notabilizou na pintura histórica e como retratista. 

## Biografia

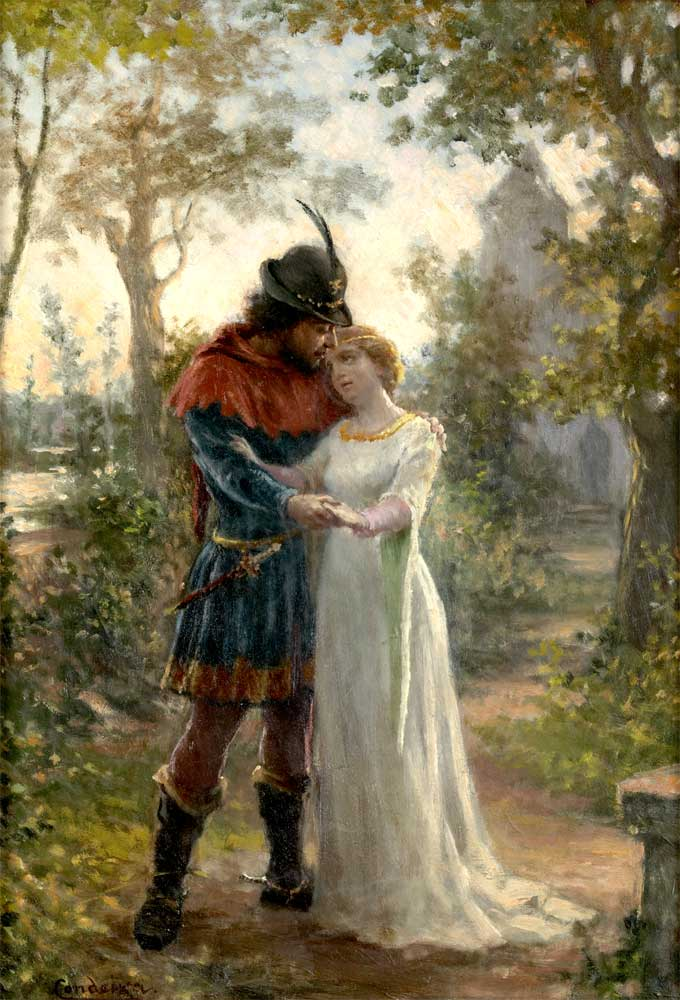
Pedro e Inês, de Ernesto Condeixa (Palácio do Correio Velho).

Ernesto Ferreira Condeixa, filho de António Ferreira Condeixa, natural de Carcavelos, e de sua mulher, Cândida do Rosário de Matos, natural de Lisboa, nasceu na freguesia da Encarnação, em Lisboa, na Rua do Moinho de Vento, a 20 de fevereiro de 1858.
Pintor naturalista, realizou os seus estudos artísticos na Academia Real de Belas-Artes de Lisboa, onde foi discípulo de Miguel Ângelo Lupi. Em 1880 venceu um concurso para pensionista em Paris, derrotando Columbano Bordalo Pinheiro, e frequentou o atelier de Alexandre Cabanel.

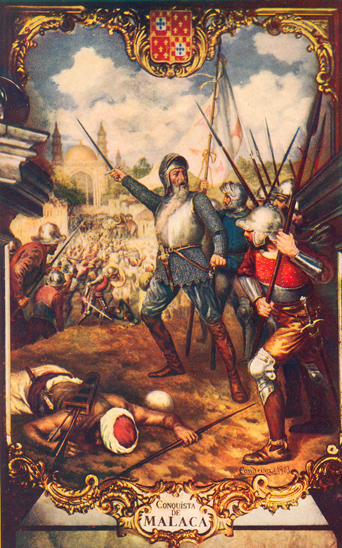
Conquista de Malaca (1903), de Ernesto Condeixa (Museu Militar de Lisboa).

Dedicou-se principalmente à pintura histórica, de que é exemplo o melodramático D. João II ante o cadáver do filho, exposto no Salon de Paris em 1886 e que lhe valeu algum reconhecimento, e O Beija-Mão a D. Leonor Teles, obra exibida em 1896. Ambas integram o núcleo de obras históricas da qual fazem parte El-rei D. Fernando e o infante D. Dinis (1896), Recepção feita pelo Samorim a Vasco da Gama (1899), A Conquista de Malaca (1903), Vasco da Gama no Cabo das Tormentas (1905) e Adamastor (1905). Foi também retratista, destacando-se o seu Auto-Retrato (1887), e apresenta-se como paisagista sensível, com influências da escola de Barbizon. Como pintor de figuras populares utilizou uma linguagem mais convencional – A Caminho da Fonte (1894). Realizou ainda decorações para várias salas do Museu Militar, em Lisboa, do Palácio Real do Buçaco e do Palácio de Santana, nos Açores, onde realizou extensa obra pictórica com a produção de grandes telas para hall e escadarias principais, tendo como tema central a visita de D. Carlos I de Portugal e de D. Amélia de Orleães àquela cidade. Obteve a 1ª Medalha na exposição da Sociedade Nacional de Belas-Artes e a 2ª Medalha na Exposição Universal de São Francisco (EUA), na Sociedade Promotora de Belas-Artes (1887), na Sociedade Industrial de Lisboa e no Grémio Artístico, numa carreira secundária entre duas gerações de naturalistas.
Foi membro do Conselho de Arte e Arqueologia e professor e director da Escola de Belas-Artes de Lisboa. Encontram-se algumas colaborações artísticas da sua autoria no semanário Branco e Negro (1896-1898). 
Foi casado com Rodolphine-Julie-Emilie Bresdin (1862-1929), francesa, natural de Fronsac. Faleceu a 1 de agosto de 1933, aos 75 anos, em Lisboa, na freguesia de São José, na sua residência, o segundo andar direito do número 19 da Travessa da Glória, sendo a causa de morte apresentada como senilidade. Encontra-se sepultado em jazigo, no Cemitério dos Prazeres, em Lisboa.